# Toilet life
|  | Denne artikel er oprettet af botten PalnaBot ud fra en ekstern database. Den kan derfor have sproglige fejl eller mangler. Denne skabelon kan fjernes efter kontrol af indholdet. |

Toilet life er en kortfilm fra 1997 instrueret af Jesper Conrad efter eget manuskript.

## Handling
En animationsfilm, der handler om et toilet, som er forelsket i et spejl. Handlingen foregår på WC'et og tingene bliver levende, når menneskene ikke kan se dem. Manden, der ejer toilettet, undrer sig over de lyde, han hører og tror, at han er ved at blive syg. En lille hyldest til kærligheden og livsglæden.